# Clubiona venatoria
Clubiona venatoria este o specie de păianjeni din genul Clubiona, familia Clubionidae, descrisă de William Joseph Rainbow și Robert Henry Pulleine în anul 1920. Conform Catalogue of Life specia Clubiona venatoria nu are subspecii cunoscute.